# 覓奇島
覓奇島（日语：ミッキーアイル），是日本純種競賽馬匹。生涯活躍於一哩賽事，曾勝出2014年NHK一哩賽及2016年一哩冠軍賽。

## 出賽前
2011年3月12日出生於北海道安平町北部牧場，成長途中於拍賣會中被馬主野田美月以7980萬日圓購入。
其後交由栗東訓練中心練馬師音無秀孝訓練。

## 競賽生涯

### 2歲
2013年9月7日出戰阪神競馬場2歲新馬戰，比賽途中一直保持於第二的位置，進入直路後領先，可惜最終被後方的Atom超越獲得第二。
11月2日出戰2歲未勝利戰，於其中一放到底以破紀錄的1分32.3秒奪得首勝。
其後原定出戰朝日盃未來錦標，但因累積獎金不足被排除於名單之外，最終轉戰條件戰柊樹賞並改由莫雅策騎。比賽開始後，其隨即搶佔位置進行領放，進入直路後仍然保持速度，最終成功拉開第二的Peak Tram 3 1/2馬位再度取得勝利。

### 3歲
2014年首戰爲新山紀念，比賽初段再次因爲成功搶佔位置而選擇領放，並一直帶領馬群進入直路。進入直路後，一直保持於第二的Win Full Bloom及由中團衝出的高野長老嘗試挑戰覓奇島的領先位置，但其於繼續衝刺之下成功抵擋對手的追擊，最終以破紀錄的1分33.8秒取得首個分級賽冠軍。

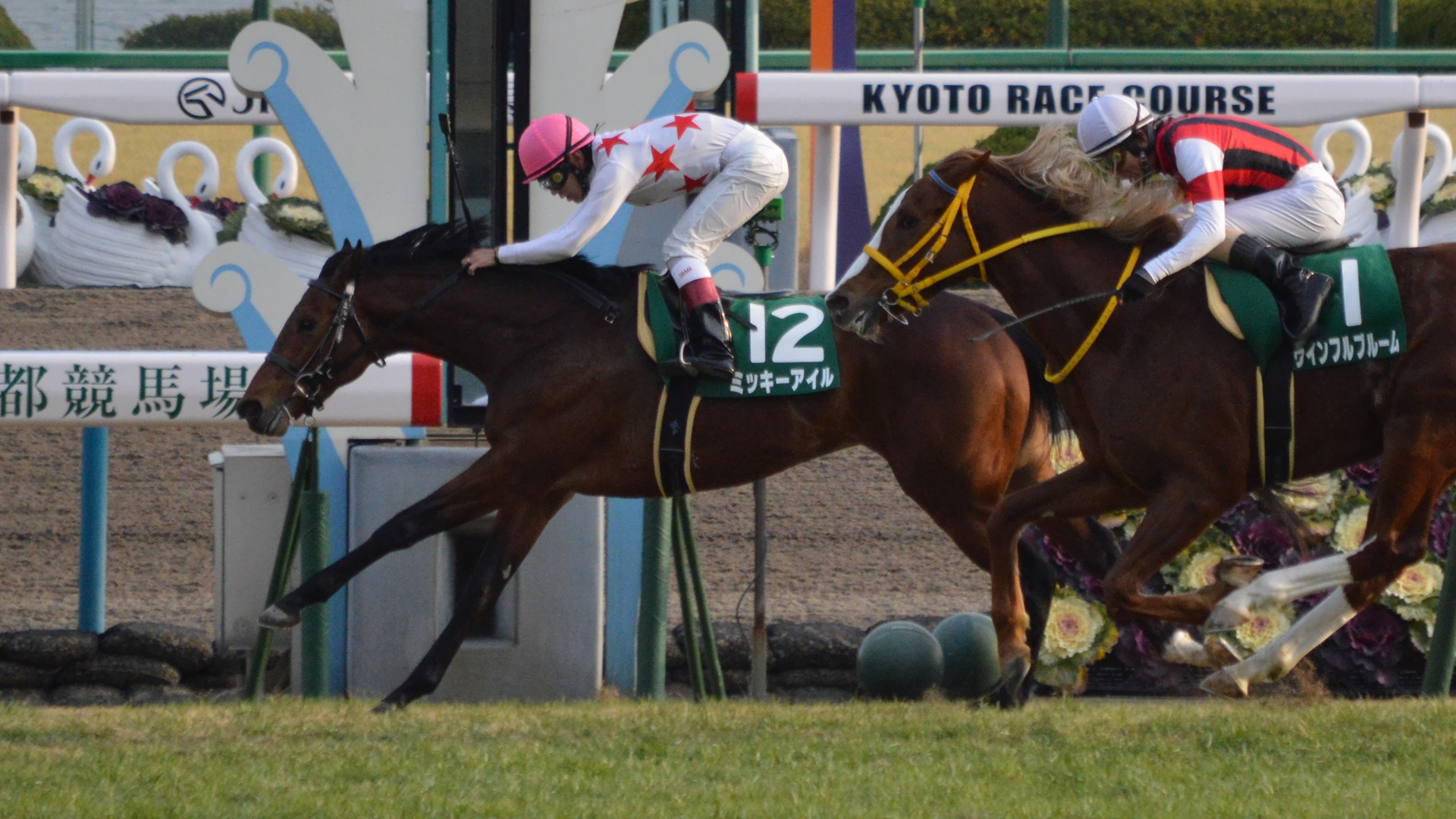
出戰新山紀念的覓奇島

3月1日出戰雅靈頓盃，於其中再度以領放戰術保持領先，進入直路後更爆發速度拉開後方第二的高野長老3 1/2馬位再下一城。
其後短暫放草後出戰NHK一哩賽，以1.9倍獨贏賠率獲得第一人氣。比賽開始後，順利出閘的覓奇島迅速搶佔位置進行領放，並於比賽途中一直保持節奏於最先頭。進入直路後，後方的馬匹紛紛進擊，然而此時覓奇島速度不減之下繼續衝刺，最終成功保持優秀下以頸位壓贏後上的Tagano Burg取得首個一級賽冠軍。
贏得NHK一哩賽後陣營考慮到其距離適性，決定避戰東京優駿（日本打吡）轉戰安田紀念。賽前其因爲54公斤的讓磅優秀及於東京1600米的優秀戰績而僅次於一路通獲得第二人氣。比賽開始後，其繼續選擇於前方領放，然而進入直路後受到大爛地的影響未能繼續發力，最終失速下以第十六大敗。
放草回歸後出戰天鵝錦標，雖然背負57公斤的頂磅，但仍然無阻其採用領放戰術一放到底，最終以1/2馬位戰勝旭日主將獲得冠軍。
但其後出戰一哩冠軍賽及阪神盃，未能跑出優秀表現之下分別獲得第十三及第七。

### 4歲
2015年3月1日以阪急盃作爲首戰，比賽途中以先行戰術展開比賽並一度取得領先，但於最後關頭被後上的大和佳駿超越，最終以鼻位憾負。
其後出戰高松宮紀念，進佔有利位置下和友瑩格及白山明月一同正嘟位置，最終以第三完賽。
6月7日出戰安田紀念，再度以第十五大敗。
進入秋季後其以短途馬錦標作爲年度首戰，選擇先行戰術下最終以第四完賽。
其後陣營安排其遠征香港出戰香港短途錦標，雖然初段於第二的先頭位置推進，但進入直路後未能繼續保持速度，最終以第七落敗。

### 5歲
2016年以阪急盃作爲首戰，由於主戰騎師濱中俊落馬受傷，改由松山弘平代打策騎。比賽開始後，其隨即搶佔位置進行領放，進入直路後繼續保持速度下和Omega Vendetta展開爭奪，最終以3/4馬位優勢擊敗對手取得暌違1年4個月的勝利。

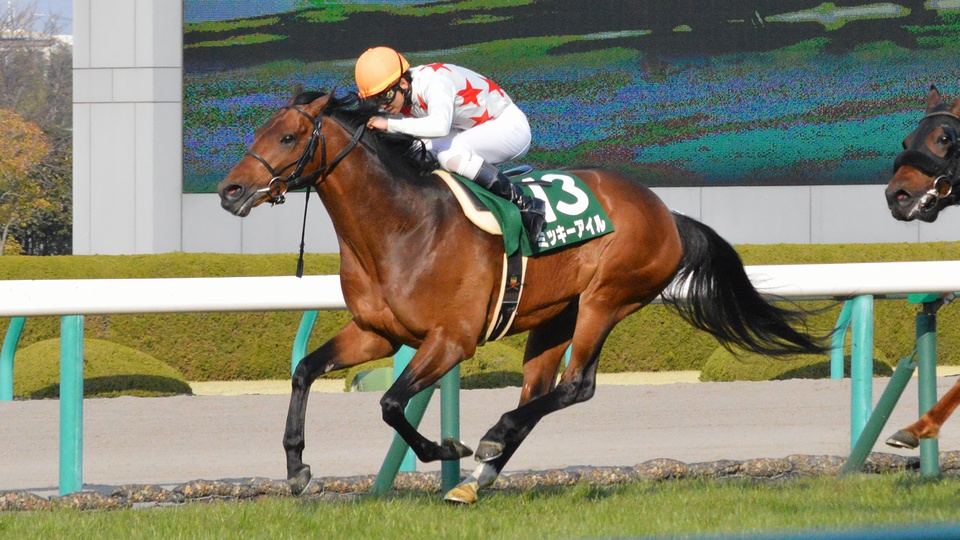
出戰阪急盃的覓奇島

3月27日出戰高松宮紀念，比賽初段於第三左右的位置展開推進，進入直路後超越前方的賽駒一度取得領先，然而於最後關頭被大仁大勇超越，最終以3/4馬位差距落敗。
經過半年左右的休養於10月出戰短途馬錦標時，由於主戰騎師濱中俊選擇策騎舞蹈總監，因而再次由松山弘平策騎，比賽初段再度選擇領放之下一直保持領先直至直路，可惜其後被由中團衝出的彎刀赤駿超越落敗得第二。
11月出戰一哩冠軍賽，比賽初段依然以積極的動作搶佔位置進行領放，並於直路成功抵擋由中團位置衝出的明媚島之追擊，最終以第一名衝線。但於賽後由於其在直路上的動作被質疑阻礙新寫實派、神燈光照、解密精英及碧海銀鯊等賽駒，因而被賽會展開審議，雖然賽果不變其仍然獲得第二個一級賽，但騎師濱中被罰停賽8個賽馬日以示警戒。

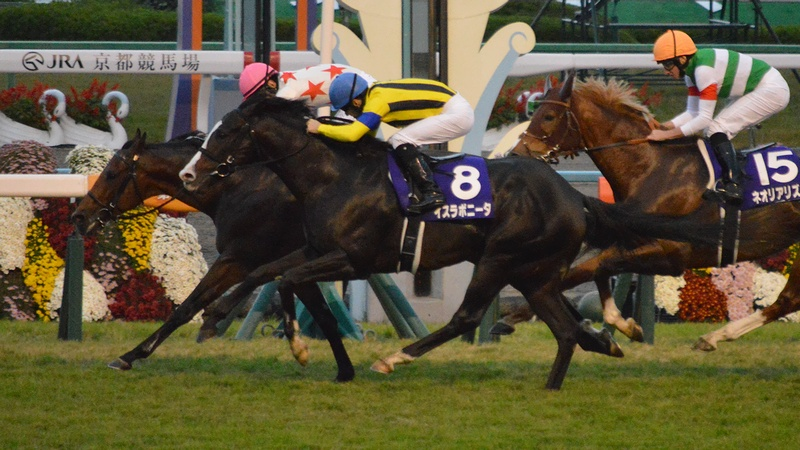
出戰一哩冠軍賽的覓奇島

其後出戰阪神盃，選擇領放下於直路失速，最終以第六完賽。
完成阪神盃後陣營安排其退役，並於2017年1月29日取消日本中央競馬會的賽駒註冊。
年末，由於其贏得一哩冠軍賽及於兩場短途一級賽均獲得亞軍，於評選中以169票當選最佳短距離馬

### 詳細賽績
| 日期       | 舉辦國家/地區 | 馬場 | 距離   | 級別 | 賽事名稱     | 負重 | 騎師     | 馬號 | 出馬 | 名次 | 時間     | 頭馬（二馬）       |
| ---------- | ------------- | ---- | ------ | ---- | ------------ | ---- | -------- | ---- | ---- | ---- | -------- | ------------------ |
| 7/9/2013   | 日本          | 阪神 | 草1600 |      | 2歲新馬      | 54   | 濱中俊   | 12   | 13   | 2    | 1:37.6   | Atom               |
| 2/11/2013  | 日本          | 京都 | 草1600 |      | 2歲未勝利    | 55   | 濱中俊   | 3    | 14   | 1    | 1:32.3   | （Air Camuzet）    |
| 14/12/2013 | 日本          | 中山 | 草1600 |      | 柊樹賞       | 55   | 莫雅     | 2    | 15   | 1    | 1:34.2   | （Peak Tram）      |
| 12/1/2014  | 日本          | 京都 | 草1600 | GIII | 新山紀念     | 56   | 濱中俊   | 12   | 13   | 1    | 1:33.8   | （Win Full Bloom） |
| 1/3/2014   | 日本          | 阪神 | 草1600 | GIII | 雅靈頓盃     | 57   | 濱中俊   | 10   | 10   | 1    | 1:34.0   | （高野長老）       |
| 11/5/2014  | 日本          | 東京 | 草1600 | GI   | NHK一哩賽    | 57   | 濱中俊   | 10   | 18   | 1    | 1:33.2   | （Tagano Burg）    |
| 8/6/2014   | 日本          | 東京 | 草1600 | GI   | 安田紀念     | 54   | 濱中俊   | 8    | 17   | 16   | 1:38.8   | 一路通             |
| 1/11/2014  | 日本          | 京都 | 草1400 | GII  | 天鵝錦標     | 57   | 濱中俊   | 11   | 13   | 1    | 1:20.3   | （旭日主將）       |
| 23/11/2014 | 日本          | 京都 | 草1600 | GI   | 一哩冠軍賽   | 56   | 濱中俊   | 15   | 17   | 13   | 1:32.8   | 碧海銀鯊           |
| 27/12/2014 | 日本          | 阪神 | 草1400 | GII  | 阪神盃       | 56   | 濱中俊   | 6    | 18   | 7    | 1:21.1） | 實際影響           |
| 1/3/2015   | 日本          | 阪神 | 草1400 | GIII | 阪急盃       | 58   | 濱中俊   | 5    | 16   | 2    | 1:23.8   | 大和佳駿           |
| 29/3/2015  | 日本          | 中京 | 草1200 | GI   | 高松宮紀念   | 57   | 濱中俊   | 16   | 18   | 3    | 1:08.6   | 友瑩格             |
| 7/6/2015   | 日本          | 東京 | 草1600 | GI   | 安田紀念     | 58   | 濱中俊   | 5    | 17   | 15   | 1:33.0   | 滿樂時             |
| 4/10/2015  | 日本          | 中山 | 草1200 | GI   | 短途馬錦標   | 57   | 濱中俊   | 13   | 15   | 4    | 1:08.3   | 真誠少女           |
| 13/12/2015 | 香港          | 沙田 | 草1200 | GI   | 香港短途錦標 | 57   | 濱中俊   | 5    | 12   | 7    | 1:09.61  | 幸福指數           |
| 28/2/2016  | 日本          | 阪神 | 草1400 | GIII | 阪急盃       | 57   | 松山弘平 | 13   | 18   | 1    | 1:19.9   | （Omega Vendetta） |
| 27/3/2016  | 日本          | 中京 | 草1200 | GI   | 高松宮紀念   | 57   | 松山弘平 | 6    | 18   | 2    | 1:06.8   | 大仁大勇           |
| 2/10/2016  | 日本          | 中山 | 草1200 | GI   | 短途馬錦標   | 57   | 松山弘平 | 15   | 16   | 2    | 1:07.6   | 彎刀赤駿           |
| 20/11/2016 | 日本          | 京都 | 草1600 | GI   | 一哩冠軍賽   | 57   | 濱中俊   | 16   | 18   | 1    | 1:33.1   | （明媚島）         |
| 24/12/2016 | 日本          | 阪神 | 草1400 | GII  | 阪神盃       | 57   | 濱中俊   | 8    | 15   | 6    | 1:22.2   | 逃學修治           |

## 退役後
退役後，覓奇島成为了配種馬，於北海道安平町社台Stallion Station休養，在2017年進行配種，同時亦會於日本配種季結束後前往澳洲新南威爾士州阿羅菲爾德育馬場穿梭配種。首批子嗣於2018年出生。首批子嗣可於2020年出賽，7月4日經已有中央的子嗣在新馬戰中取勝。9月6日，齊叫好在小倉兩歲錦標取勝，成为首匹勝出分級賽的子嗣。

### 主要子嗣

#### 分級賽優勝子嗣
2018年生
- Williams Barows（東海錦標、日本電視盃）
- 齊叫好（小倉兩歲錦標、夢幻錦標、鬱金香賞、絲路錦標、京王盃春季盃、人馬錦標）
- 嬌倩（京都牝馬錦標）
- 雙料王（兵庫青年大獎賽）

2019年生
- 奈村佳盈（小倉兩歲錦標、函館短途錦標、絲路錦標、堅蘭盃、阪神盃）

## 血統簡介
父系大震撼爲日本賽駒，爲日本賽馬史上第二匹無敗三冠馬，生涯出戰十四場賽事僅得兩場未能勝出，退役後配種成績亦極爲優秀。祖父週日寧靜是美國三冠賽雙料冠軍馬，退役後在日本配種，在日本馬壇相當成功，贏得多項分級賽事，其子嗣贏得巨額獎金。
母系Star Isle為日本賽駒，生涯戰績不佳僅勝出兩場賽事。外祖父直布羅山為愛爾蘭賽駒，生涯戰績彪炳，曾勝出二千堅尼錦標、愛爾蘭二千堅尼、隆尚磨坊大賽、聖詹姆士皇宮錦標、薩塞克斯錦標、杜何斯特錦標及法國準則大賽七項一級賽冠軍。

### 血統表
| 父線：週日寧靜系（Halo系）        |                               |               |                 |
| 種馬 大震撼 2002年（棗色）        | 週日寧靜 1986年（棕色）       | Halo          | Hail to Reason  |
| 種馬 大震撼 2002年（棗色）        | 週日寧靜 1986年（棕色）       | Halo          | Cosmah          |
| 種馬 大震撼 2002年（棗色）        | 週日寧靜 1986年（棕色）       | Wishing Well  | Understanding   |
| 種馬 大震撼 2002年（棗色）        | 週日寧靜 1986年（棕色）       | Wishing Well  | Mountain Flower |
| 種馬 大震撼 2002年（棗色）        | 風中秀髮 1991年（棗色）       | Alzao         | 利法爾          |
| 種馬 大震撼 2002年（棗色）        | 風中秀髮 1991年（棗色）       | Alzao         | Lady Rebecca    |
| 種馬 大震撼 2002年（棗色）        | 風中秀髮 1991年（棗色）       | Burghclere    | Busted          |
| 種馬 大震撼 2002年（棗色）        | 風中秀髮 1991年（棗色）       | Burghclere    | Highclere       |
| 繁殖雌馬 Star Isle 2004年（棗色） | 直布羅山 1999年（棗色）       | 丹山          | 單色            |
| 繁殖雌馬 Star Isle 2004年（棗色） | 直布羅山 1999年（棗色）       | 丹山          | Razyana         |
| 繁殖雌馬 Star Isle 2004年（棗色） | 直布羅山 1999年（棗色）       | Offshore Boom | Be my Guest     |
| 繁殖雌馬 Star Isle 2004年（棗色） | 直布羅山 1999年（棗色）       | Offshore Boom | Push a Button   |
| 繁殖雌馬 Star Isle 2004年（棗色） | Isle de France 1995年（棗色） | 雷利耶夫      | 北地舞人        |
| 繁殖雌馬 Star Isle 2004年（棗色） | Isle de France 1995年（棗色） | 雷利耶夫      | Special         |
| 繁殖雌馬 Star Isle 2004年（棗色） | Isle de France 1995年（棗色） | Stella Madrid | 雅力達          |
| 繁殖雌馬 Star Isle 2004年（棗色） | Isle de France 1995年（棗色） | Stella Madrid | My Juliet       |
| 雌系：My Bupers系（號族：6-a）    |                               |               |                 |
| 五代內近親交配：北地舞人 5×5×5×4  |                               |               |                 |

## 命名由來
名字中Mikki（ミッキー）是馬主野田美月的冠名，出自其名字「美月」（ミズキ）之首尾音加上促音及長音而成，香港取音譯，翻譯為「覓奇」，Isle（アイル）則有島嶼之意思，繼承之母系Star Isle之名字。

## 外部連結
- 覓奇島 netkeiba.com （页面存档备份，存于）
- 血統表 （页面存档备份，存于）